# 아리랑로 (상주시)
아리랑로(Arirang-ro)는 경상북도 상주시 동문동 에서 상주시 사벌국면을 잇는 경상북도의 도로이다.

## 주요 경유지
경상북도
- 상주시 (동문동 . 계림동 . 사벌국면)

## 노선
| 이름          | 접속 노선                 | 소재지 | 소재지   | 비고 |
| ------------- | ------------------------- | ------ | -------- | ---- |
| (이름없음)    | 중앙로                    | 상주시 | 동문동   |      |
| (이름없음)    | 삼백로                    | 상주시 | 동문동   |      |
| 계룡교 교차로 | 영남제일로                | 상주시 | 계림동   |      |
| 계룡교        |                           | 상주시 | 계림동   |      |
| (이름없음)    | 국도 제25호선 (낙동대로)  | 상주시 | 계림동   |      |
| 낙상교        |                           | 상주시 | 계림동   |      |
| (덕담교 동단) | 지방도 제997호선 (상풍로) | 상주시 | 사벌국면 |      |
| 상풍로와 직결 |                           |        |          |      |